# Yuri Petrov
Yuri Petrov (en ruso: Юрий Анатольевич Петров; Krivói Rog, RSS de Ucrania, 18 de julio de 1974– Tilburg, Países Bajos, 28 de abril de 2023) fue un futbolista ruso nacido en Ucrania que jugó en la posición de delantero.

## Carrera en club
Petrov jugó un partido en la Copa UEFA 1993-94 para el Lokomotiv de Moscú. Fue despedido por el club neerlandés FC Twente en 1998 por el abuso en la ingestión de alcohol. Aún con estos antecedentes siguió jugando en el fútbol nerlandés con RKC Waalwijk, ADO Den Haag, y más tarde jugó para equipos en Rusia y Ucrania y regresó a los Países Bajos a jugar para el FC Volendam en el 2006.

## Carrera

### Club
| Periodo   | Club                      |
| --------- | ------------------------- |
| 1991      | FC Dnipro Dnipropetrovsk  |
| 1992      | FC Spartak Moscow         |
| 1992–1994 | FC Lokomotiv Moscú        |
| 1994      | SK Mykolaiv               |
| 1994–1995 | RKC Waalwijk              |
| 1995–1997 | FC Twente                 |
| 1998–2002 | RKC Waalwijk              |
| 2001–2002 | → ADO Den Haag (cedido)   |
| 2002      | RKC Waalwijk              |
| 2003      | Alania Vladikavkaz        |
| 2003      | FC Volyn Lutsk            |
| 2004      | FC SKA-Energiya Jabárovsk |
| 2004-2006 | FC Metalist Járkov        |
| 2006-2008 | FC Volendam               |
| 2008-2009 | ASWH                      |

### Selección nacional
Jugó para las selecciones sub-20 y sub-21 de Rusia entre 1993 y 1994. Participó en la Copa Mundial de Fútbol Sub-20 de 1993.

## Vida personal
Petrov estuvo casado con Tanya Kazakova y tuvieron dos hijos. El divorcio le provocó un serio problema de alcoholismo.

## Muerte
Yuri Petrov falleció el 28 de abril de 2023 en Tilburg a los 48 años.